# Mafalda Figoni
Mafalda Figoni, född Mafalda Franciska Amadea Figoni den 16 oktober 1911 i Stockholm, död 17 juli 1998 i Stockholm, var en svensk solodansös, skådespelare och koreograf.
Figoni var engagerad vid Kungliga Teatern 1937–1953. Hon var sedan 1942 gift med operasångaren Hugo Hasslo.

## Filmografi
Roller
- 1942 – Löjtnantshjärtan
- 1943 – En flicka för mej
- 1944 – Dolly tar chansen
- 1945 – Galgmannen
- 1945 – I Roslagens famn

Koreografi
- 1946 – Driver dagg faller regn